# Camille Looten
Camille Looten (Noordpeene, 16 octobre 1855 - Lille, 27 novembre 1941) est un prêtre, président du comité flamand de France pendant près d'un demi-siècle.

## Biographie
Il commence ses études à Noordpeene, en Flandre française, sous la direction de son père instituteur communal et les poursuit au petit séminaire de Cambrai. Elles s'achèvent à l'Université catholique de Lille qui vient d'être fondée après le vote de la loi de 1875 sur l'enseignement supérieur privé.
Camille Looten est licencié ès lettres en 1877.
Il est ordonné prêtre à Cambrai en 1880.
En 1900, il succède dans les fonctions de président du Comité flamand de France à Monsieur Bonvarlet qui vient de mourir. Il occupe ce poste plus de 41 ans. Camille Looten est profondément attaché à la langue flamande qu'il connait parfaitement. Il a souffert de la déconsidération dont on l'entoure trop souvent et de l'interdiction de l'enseigner à l'école.
Il est proche de l'abbé Lemire, et suit avec lui l'orientation donnée par le pape Léon XIII : adhésion à la République, préoccupation pour les questions sociales.
L’Académie française lui décerne le prix Bordin en 1925 pour Shakespeare et la religion.
Il défend les droits du flamand occidental, encourage son étude. En 1928, en tant que doyen des Lettres, il crée la chaire de néerlandais au sein de l'Université catholique de Lille.
Toutefois, dans les années précédant la seconde guerre mondiale, et pendant celle-ci, Camille Looten, sait maintenir le comité flamand de France à l'écart de la dérive du nationalisme flamand incarnée en Flandre par l'abbé Jean-Marie Gantois bien qu'il en a été proche pendant un temps au point d'être président d'honneur du Vlaams Verbond van Frankrijk fondée par Gantois. Camille Looten est mis en garde en 1928, par son vieil ami l'abbé Lemire mourant, contre les « rêveries et agitations » du jeune abbé, et finalement va rompre avec ce mouvement.
En 1935, il refuse la légion d'honneur.
Il meurt à Lille en 1941.
Le chanoine Looten était l'oncle de Paul Hazard.